# Скочилов, Александр Васильевич
Александр Васильевич Скочилов (1907—1944) — командир кавалерийского эскадрона 11-го гвардейского кавалерийского полка 4-й гвардейской кавалерийской дивизии 2-го гвардейского кавалерийского корпуса 1-го Белорусского фронта, гвардии капитан. Герой Советского Союза.

## Биография
Родился 28 августа 1907 года в деревне Вторунка ныне Павинского района Костромской области в семье крестьянина. Русский. Член ВКП(б) с 1941 года. Окончил 5 классов. Работал налоговым инспектором. В 1929—1931 году проходил срочную службу в Красной Армии. После демобилизации вернулся домой. В 1939 году вновь призван в армию. Участвовал в войне с Финляндией в 1939—1940 годах.
На фронте в Великую Отечественную войну с мая 1942 году. В том же году окончил курсы усовершенствования командного состава, в 1943 году — Высшую офицерскую школу. В составе 11-го гвардейского кавалерийского полка 4-й гвардейской кавалерийской дивизии участвовал в освобождении Белоруссии. Особо отличился в боях на польской земле.
26 июля 1944 года командир кавалерийского эскадрона гвардии капитан Скочилов в бою за город Мендзыжец по собственной инициативе организовал стремительную атаку. Эскадрон нанёс решительный удар по обороняющемуся противнику со стороны фольварка Задворно, и броском вышел на северную окраину города. Здесь гвардейцы оседлали железную дорогу, уничтожили восемь огневых точек и до 85 солдат и офицеров противника. Эскадрон ворвался на станцию Мендзыжец, где захватил шесть железнодорожных эшелонов, гружённых продовольствием, боеприпасами и другими военными материалами, несколько автомашин, радиостанцию с радистом и штабным офицером.
С 3 августа эскадрон Скочилова занимал рубеж реки Занза, севернее Конты, неоднократно отбивал ожесточённые контратаки противника. Вместе с пехотой на позиции гвардейцев шли танки. 5 августа в решительный момент атаки командир поднял бойцов в контратаку. В этом бою погиб.
Указом Президиума Верховного Совета СССР от 24 марта 1945 года за образцовое выполнение боевых заданий командования на фронте борьбы с немецко-фашистским захватчиками и проявленные при этом мужество и героизм гвардии капитану Скочилову Александру Васильевичу посмертно присвоено звание Героя Советского Союза.
Награждён орденом Ленина, Отечественной войны 1-й степени.
Похоронен в селе Михалув (Michałów), гмина Халинув, Миньский повят, Мазовецкое воеводство, Польши. На родине, в селе Павино, именем Героя названа улица.